# Revista Brasileira de Linguística Antropológica
La Revista Brasileira de Linguística Antropológica (RBLA) es una revista brasileña especializada que publica trabajos pertenecientes al campo de la lingüística antropológica y las lenguas indígenas sudamericanas. Su edición y publicación están a cargo del Laboratorio de Lenguas y Literaturas Indígenas (LALLI) de la Universidad de Brasilia (UnB).
La RBLA fue creada por Aryon Dall'Igna Rodrigues y Ana Suelly Arruda Câmara Cabral, ambos pertenecientes al LALLI. El primer número vio la luz en el año 2009.
Los temas nucleados en la RBLA son los sistemas y campos semánticos, las clasificaciones culturales de las plantas (etnobotánica) y animales (etnozoología), etnografía, entre otros. Los trabajos publicados pertenecen a la antropología, la lingüística, la historia, la botánica y la arqueología.

## Periodicidad e Indexación
Hasta el 2019, la revista tuvo una periodicidad semestral, sin embargo, en 2020 el régimen pasó a ser anual.
En 2023, los números de la RBLA se encuentran indexados en:
- Journals for Free
- LivRe
- WorldCat
- EZB/Electronic Journals Library
- PKP Index
- EBSCOhost
- Latindex